# ابوالقاسم آمدی
ابوالقاسم، حسن بن بِشر آمِدی (؟ -۹۸۰) شاعر و ادیب عربی عراقی در سدهٔ چهارم هجری بود که مشهورترین اثرش «الموازنة بین البحتری وأبی تمام» نام دارد. اصالتاً از آمد، دیاربکر بود اما در بصره پرورش یافت و درگذشت. از دیگر آثار او «المؤتلف والمختلف» و «فعلتُ وأفعلتُ» است.